# Vale do Côa

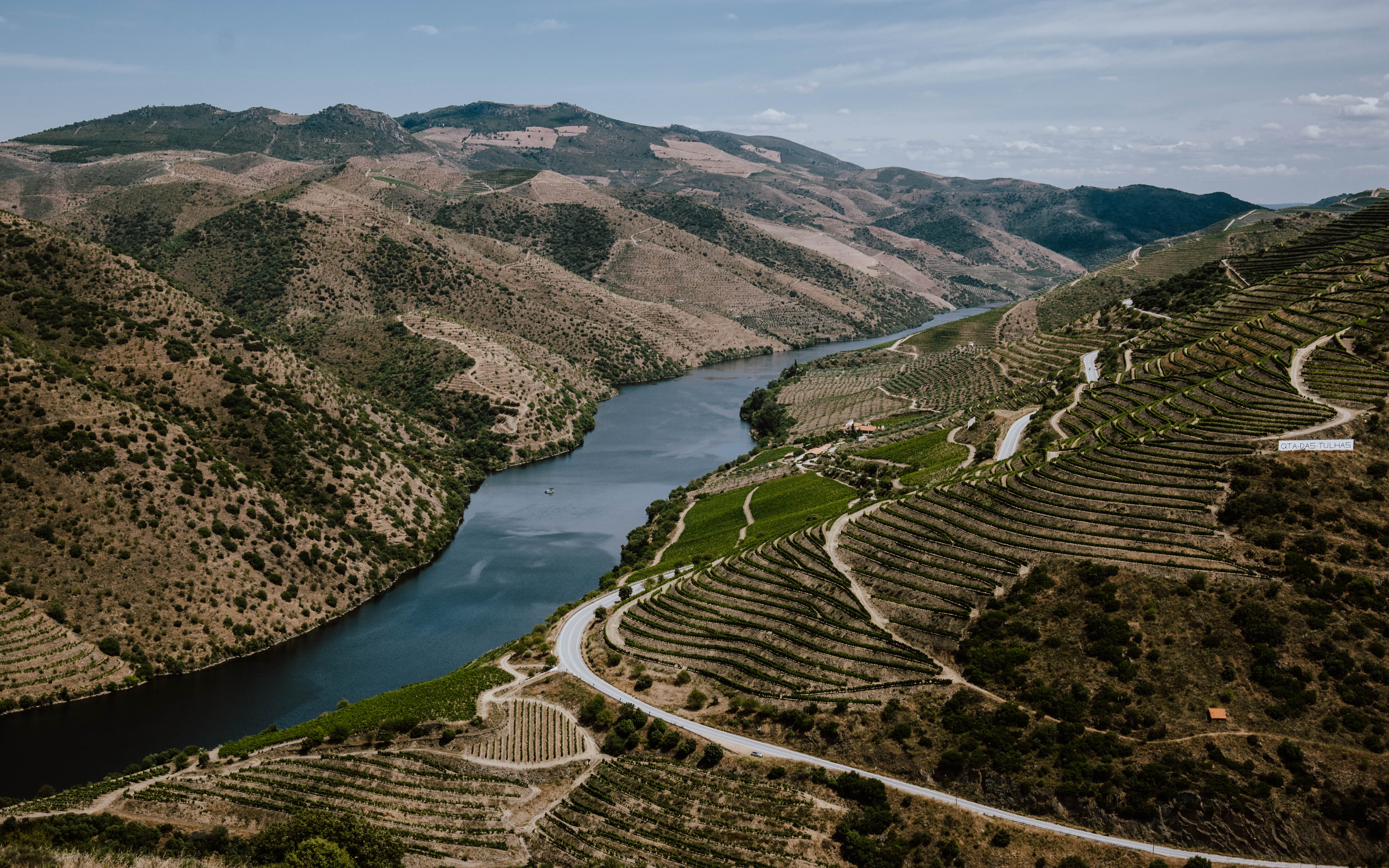
Vale do Côa

Vale do Côa ist eine Gemeinde (Freguesia) im portugiesischen Kreis (Concelho) von Pinhel.
Die Gemeinde entstand am 29. September 2013 im Zuge der administrativen Neuordnung in Portugal 2013 aus dem Zusammenschluss der Gemeinden Azevo und Cidadelhe. Sitz der neuen Gemeinde wurde Azevo.

## Kultur und Sehenswürdigkeiten
In der Gemeinde befinden sich Stätten des Welterbes Parque Arqueológico do Vale do Côa.